# Larry Grey
Larry Grey (Londra, 23 marzo 1895 – Burbank, 5 maggio 1951) è stato un attore e illusionista britannico.
Nato in Inghilterra, ha vissuto gran parte della sua vita negli Stati Uniti.
Noto con lo pseudonimo Dizzy Wizard o di Cardo the Great, oltre che illusionista fu attore comico e lavorò come doppiatore in Alice nel Paese delle Meraviglie in cui ha dato la voce a Biagio ed al Tre di fiori.
Nel mondo dell'illusionismo era ritenuto uno dei professionisti più bravi ed apprezzati.
Tuttavia, con il tempo venne messo da parte nel mondo dello spettacolo e ciò influì molto sul suo stato d'animo, evidentemente assai vulnerabile.
Il 5 maggio 1951, tre ore prima dell'apertura di uno spettacolo (con il quale si sarebbe dovuto esibire assieme a Carlotta, sua moglie e partner sulla scena), si tolse la vita con un colpo di pistola. Lasciò un biglietto, nel quale scrisse "Non potevo andare oltre" (in originale, "I couldn't go any longer").

## Filmografia
- Mr. Celebrity (1941)
- Alice nel Paese delle Meraviglie (1951) - voce